# 850
Évszázadok: 8. század – 9. század – 10. század
Évtizedek: 800-as évek – 810-es évek – 820-as évek – 830-as évek – 840-es évek – 850-es évek – 860-as évek – 870-es évek – 880-as évek – 890-es évek – 900-as évek
Évek: 845 – 846 – 847 – 848 –  849 – 850 – 851 – 852 – 853 – 854 – 855

## Események

### Európa
- Frízia hercege, a formálisan frank vazallus dán Rorik elfoglalja Dorestad és Utrecht városát. Lothár frank császár - nem lévén elegendő ereje a viking herceg megrendszabályozására - elfogadja újabb hűségesküjét. Rorik unokatestvére, Godfrid Haraldsson ezután még végigfosztogatja Flandriát és Artois-t.
- IV. Leó pápa Rómában társcsászárrá koronázza Lothár fiát, II. Lajost.
- Kopasz Károly nyugati frank király sereget küld Katalóniába a lázadó Septimaniai Vilmos herceg ellen. Vilmos vereséget szenved és Barcelonába menekül, ahogy a király hívei elfogják és kivégzik.
- Kopasz Károly Bretagne-ba vezet sereget és elfoglalja Rennes-t és Nantes-ot. Nominoe breton herceg és szövetségese, Lambert nantes-i gróf a király távozása után visszafoglalják a városokat.
- 60 éves korában meghal I. Ramiro asztúriai király. Utóda fia, I. Ordoño.
- Córdobában lefejezik azt a Perfecto nevű keresztény papot, aki egy magánbeszélgetésben azt mondta, hogy Jézus nagyobb próféta Mohamednél.
- Meghal Eanred northumbriai király. Utóda II. Æthelred (hozzávetőleges időpont).
- I. Kenneth skót király betör Northumbriába és felégeti Dunbart és Melrose-ot.
- A viking Naddoddur felfedezi Izlandot (hozzávetőleges időpont).

### Abbászida Kalifátus
- Al-Mutavakkil kalifa elrendeli, hogy minden keresztény és zsidó köteles sárga övet és sárga jelvényt viselni, hogy meg lehessen különböztetni őket a muszlimoktól.

### Japán
- 41 éves korában meghal Ninmjó császár. Utódja legidősebb fia, Montoku.

### Afrika
- A legenda szerint egy Kaldi nevű etióp kecskepásztor felfedezi a kávé üdítő hatását.

## Születések
- Abu Zajd al-Balhí, perzsa természettudós
- Friauli Adelheid, Hebegő Lajos nyugati frank király felesége
- Aribo, osztrák őrgróf
- Arnulf, keleti frank király
- Baumei Berno, Cluny első apátja
- Kennemerlandi Gerulf, holland gróf
- Széphajú Harald, norvég király
- II. Ibráhim, aglabida emír
- Ki no Tomonori, japán költő
- I. Reginar, hainaut-i gróf
- Szeiva, japán császár
- I. Szmbat, örmény király

## Halálozások
- február 1. - I. Ramiro, asztúriai király
- május 6. - Ninmjó, japán császár
- április 18. - Perfecto, spanyol mártír
- Metzi Amalarius, frank teológus
- Eanred, northumbriai király
- al-Hvárizmi, perzsa matematikus
- Septimaniai Vilmos, frank herceg

## Fordítás
- Ez a szócikk részben vagy egészben  a(z)   850 című angol Wikipédia-szócikk ezen változatának fordításán alapul.  Az eredeti cikk szerkesztőit annak laptörténete sorolja fel. Ez a jelzés csupán a megfogalmazás eredetét és a szerzői jogokat jelzi, nem szolgál a cikkben szereplő információk forrásmegjelöléseként.